# Chaetocnema semicoerulea
Chaetocnema semicoerulea es un coleóptero de la familia Chrysomelidae. Fue descrita científicamente en 1803 por Koch.